# 天外魔境 ZIRIA
『天外魔境 ZIRIA』（てんがいまきょう ジライア）は、1989年6月30日にハドソンから発売されたPCエンジン CD-ROM2用コンピュータゲームソフト。ジャンルはロールプレイングゲーム（RPG）。
2000年代には携帯電話用アプリとして配信されたほか、2006年にはXbox 360用ソフト『天外魔境 ZIRIA〜遥かなるジパング〜』（てんがいまきょう ジライア はるかなるジパング）としてリメイクされている。PCエンジン版は、2008年7月31日発売のPSP用ソフト『天外魔境コレクション』に収録されているほか、2010年10月20日よりゲームアーカイブスにて配信されている（PSP、PS3用）。
2010年にはXbox 360版をiアプリに移植した『天外魔境 ZIRIA PremiumEdition』（てんがいまきょう ジライア プレミアムエディション）が配信された。
PCエンジン版はゲーム誌『ファミコン通信』の「クロスレビュー」にて、シルバー殿堂入りを獲得した。

## 概要
世界初のCD-ROMを媒体としたRPGであり、「外国人から観た誤った日本観」をコンセプトとする「ジパング」という架空の国を舞台にした天外魔境シリーズの1作目。当時まだ百科事典や辞書などの用途で使われ始めた程度だったCD-ROMを家庭用ゲーム機で初めて搭載したPCエンジンCD-ROM2の大容量を活かし、アニメーション処理された映像表現や声優による音声、メインテーマを含む3曲の坂本龍一が作曲した楽曲を使用するなどして、当時のゲームでは規格外の演出を実現した。また、キラーソフトとして『イースI・II』とともにCD-ROM2普及の火付け役となった。CD-ROM黎明期であり、CD-ROM2の開発と同時進行の制作でもあったため蓄積技術がなく、また当時の家庭用ゲーム機は読み込み（ロード）時間がないROMカセットが主流だったため、ロード時間が欠点として挙げられていた（ディスクメディアが主流になりロードするのが当たり前となった現在の感覚で見ればそこまでロード時間が長いわけでもない）。
原作はP.H.チャダ著『FAR EAST OF EDEN』とされているが、これは架空の人物および著書である（詳細は「天外魔境」にて解説）。また、本作の小説も3巻出ているが、これはゲームと小説のどちらか一方が原作というわけでもなく、基となる原案自体がもともとあり、制作的には同じ制作者による同時進行のメディアミックス作品である。小説版はゲーム版では削られて描かれなかったキャラクターやストーリーの詳細なども描かれている他、ゲーム版とは違う点もある。
その後、PCエンジン版ゲームをもとにして、2000年代に携帯電話アプリゲームとして配信されたものはアレンジして移植された作品で、2006年にXbox 360用ゲームとして発売された『天外魔境 ZIRIA -遥かなるジパング-』は一から新たに作り直された完全版ともいえるリメイク作品である。

## あらすじ

### PCエンジン版
遥か東の彼方にあるといわれる黄金の国「ジパング」。ジパングの東、坂東地方では人語を解し神通力を持つ白い神獣達がその地を守り平和に暮らしていた。しかし悠久より続く歴史の中でジパングが「マサカド」という名のたった一人のオニ族の男のために滅びかけたことがあった。マサカドはジパングを自らの理想郷とするためジパングの全てを無に帰さんと破壊に破壊を重ねた。すべてが漆黒の闇と化したその時何処からともなく「火の一族」と呼ばれる者達が現れマサカドと戦った。百日に渡る激闘の末、3人の火の勇者が3つの玉の力でマサカドの霊を地中深くに封印したが、その時には既に火の一族はほとんどが死に絶えてしまっていた。
ジパングは再び平和を取り戻したがその長く続いた平和のなかで異国からやって来た「大門教」と名乗る集団が大きな影を落としつつあった。大門教教祖「邪神斎」は坂東地方の統治者・ショーグンに取り入り布教に乗りだし勢力を広げていった。しかし大門教の真の狙いはマサカドを復活させジパングを我が物とすることであった。
西暦17XX年、筑波山中に大門教の企みを阻止するべく旅に出ようとしている、火の一族の末裔である一人の男がいた。その男の名は「自来也（ジライア）」。マサカドの復活を阻止するためには他の2人の火の一族の勇者を探し出さなければならない。果たしてジライアは他の火の一族の勇者を探しだし、ジパングを救うことができるだろうか。

### 遥かなるジパング（Xbox 360版）
遥か東の彼方にあるといわれる黄金の国「ジパング」。ジパングの東、坂東地方では古来よりガマ族、ヘビ族といった「化体成山（かたいせいざん）」と呼ばれる半獣の者達や、人語を解し神通力を持つ白い神獣がその地を守り平和に暮らしていた。しかし悠久より続く歴史の中でジパングが「マサカド」という名のたった一人の鬼族の男のために滅びかけたことがあった。マサカドはジパングを自らの理想郷とするためジパングの全てを無に帰さんと破壊に破壊を重ねた。全ての命が死に瀕したその時何処からともなく「火の一族」と呼ばれる者たちが現れマサカドと戦った。百日に渡る激闘の末、3人の火の勇者が3つの玉の力でマサカドの霊を地中深くに封印したが、その時には既に火の一族はほとんどが死に絶えてしまっていた。
しかしその後の長く続いた平和のなかで異国の神を崇める「大門教」と名乗る集団が大きな影を落としつつあった。大門教宗主「邪神斎」は坂東地方の統治者・ショーグンに取り入り布教に乗りだし勢力を広げていった。しかし大門教の真の狙いはマサカドの魂を復活させジパングを支配することであった。
筑波山中にて火の勇者の末裔である少年「自来也（ジライア）」がジパングを守るための力をつけるためガマ仙人の下で修行を積んでいたその時、大門教13人衆の一人である幻王丸が現れる。自来也は果敢に立ち向かったものの幻王丸に敗れ、ガマ仙人をムカデ御殿へと連れ去られてしまった。一命を取り留めた自来也はガマ仙人を救うため旅に出る。

## 登場人物

### 火の一族
自来也（ジライア）
声：岩田光央（全メディア共通）
火の一族、ガマ族の末裔。ガマ仙人の元で育てられ、マサカド復活をたくらむ大門教を討ち果たすために旅立つ。台詞を喋るのはオープニングのみ。得物は刀、特技は「ぬすむ」。オロチ丸が仲間になるまでは唯一の術の使い手。
綱手（ツナデ）
声：渡辺菜生子（PCエンジン版）/江森浩子（OVA版、Xbox 360版）
火の一族、ナメクジ族の末裔。怪力が自慢の少女。ナメクジ族なので塩が苦手。得物は斧、特技は「うそなき」。頭が弱く術類が使えないが、段が上がりやすく自来也の段をすぐに追い抜く。Xbox 360版では自来也や大蛇丸と同じように術を使うことができる。
大蛇丸（オロチ丸）
声：塩沢兼人（PCエンジン版、OVA版）/子安武人（Xbox 360版）
火の一族、ヘビ族の末裔。江戸のショーグンに育てられ、直属の密偵となる。ショーグンが大門教に入信したため、ジライアとともに戦うことを迷っている。得物は弓（Xbox 360版では槍）、特技は「ながしめ」。Xbox 360版ではショーグンに仕える大老の柳沢吉保に拾われた設定になっている。

### 大門教
ゴーモン
声：田中康郎（PCエンジン版）/島田敏（Xbox 360版）
大門教十三人衆の一人で、筑波国に登場。
Xbox 360版では「強門」、変身後は「キングワーム」。化体成山の一種であるムカデ族の人物という設定になっている。
水戸城から黄門一行を追い出し、狸たちを唆して人々を襲わせた。胎内洞の中を漂う魂から捕らえた人を壮絶な拷問にかけて魂を抜き取っていることを聞くことができる。
タマモ姫
声：片石千春（PCエンジン版）/渡辺菜生子（Xbox 360版）
大門教十三人衆の一人で、盤毛国に登場。
白河城のオオ殿を誘惑し捕らえて、狐を操り様々な悪事を働かせた。
Xbox 360版では「玉藻姫」、小説版では「玉藻の前」、変身後は「キュウビ」。
自来也たちに倒された後も怨みは消えず、陸羽国の境にある白河の関所に怨念を込めた大岩を落として道を塞ぐ。その為、自来也たちは迂回を余儀なくされた。
ダンジョウ
声：矢田耕司（PCエンジン版）/石塚運昇（Xbox 360版）
大門教十三人衆の一人で、陸羽国に登場。
Xbox 360版では「弾正」、小説版では「仁木弾正」、変身後は「ハーメルン」。
鼠を操って米不足に追い込んで人々を飢えさせるだけでなく、米欲しさから入信した人を自身の居城である米沢城に集めて魂を抜き取る悪行を行っていた。また鬼族にも目をつけアクロウ王の息子を人質に取り自来也と戦わせる。
米沢城の地下に鎮座する魔神像から魔力を得ており、その像を破壊しない限り何度でも復活する。
最後は自来也たちを道連れにしようと溶岩流を流出させる。
陸羽国に架かる橋の大半は魔神像の力で塞がれており、像を破壊するまでは通ることができない。
カーメンカーメン
声：塩屋浩三（PCエンジン版）/矢田耕司（Xbox 360版）
大門教十三人衆の一人で、陸奥国に登場。
普段は大僧正のようなかっこうをしているが、正体はミイラの怪物。月山の古寺を拠点にミイラを操り人々を襲わせ、水を毒で汚染させた。関西弁で「かめへんかめへん」が口癖。Xbox 360版では関西弁ではなくなり、丁寧な口調。
マントー
声：塩屋浩三（PCエンジン版）/千葉繁（Xbox 360版）
大門教十三人衆の一人で、陸奥国に登場。Xbox 360版では「萬頭」、原案では正体を現す前の名は「土蔵王」（東北地方の地名の蔵王に由来）。マントヒヒのような大猿で非常に強力な「馬鹿」（うましか）の術を使うが、オツムが弱いため上手く使いこなせないという憎めない敵。猿の姿をしているのはジパングの人々が猿に似ていると言う話を勘違いしてしまった為とされている。
神獣白ザルを封印することで他の猿を支配して悪事を働いているが、その頭の悪さから他の十三人衆と違い人々から馬鹿にされている。ただし、まだ設定がそこまで固まっていなかったのか、間抜けな一面を見せる場面は後の作品と比べて控えめ。サル酒に目がない。
本作以降もシリーズにほぼ出演することになる（Xbox 360版では十三人衆を倒した後にコウモリ夜太が十三人衆の魂を回収していたが、マントーだけは倒したあとに逃亡したため、結果的に十三人衆で唯一生き延びた）。
信玄（ニセ信玄）、
声：銀河万丈（全メディア共通）
大門教十三人衆の一人で、信濃国に登場。正体は「ドーマン」、原案では「上杉道満」（芦屋道満に由来）。300年前の信濃国をまとめ上げた伝説の人物・武田信玄が復活した姿に成りすましている。なめくじ玉を盗んで塩山のピラミッドに誘き寄せた。
イト姫
声：江森浩子（PCエンジン版）/山口由里子（Xbox 360版）
大門教十三人衆の一人で、富士国に登場。
小説版とXbox 360版では「糸姫」、変身後はPCエンジン版では「タランチェ」、Xbox 360版では「アラクネー」。Xbox 360版では化体成山の一種である土蜘蛛一族の姫という設定になっている。
最初は淑やかな口調で自来也たちを大門教に勧誘してくるが、拒絶された途端に口調が高圧的な物に変わり戦いを挑んでくる。
神獣白リュウの力を弱めようと富士山の地下神殿を破壊するために、捕らえた人々を山の地下で強制的に働かせていた。
南蛮屋
声：大竹宏（PCエンジン版）/飯塚昭三（Xbox 360版）
大門教十三人衆の一人で、富士国に登場。変身後は「ゴーヨック」。PCエンジン版ではツナデを気に入り1000両で売ってくれといってくる（「はい」と答えるとツナデとオロチ丸が戦闘に参加してくれない）。欲深い性格で金を命のように扱っている。
彼が運営する店で売られているアイテムは購入することができ、PCエンジン版ではいずれも役に立たない物ばかりであるがXbox 360版では「てっぽう」などの攻撃に使用できるアイテムも購入することができる。
ヤシャ姫（蛇姫）
声：鶴ひろみ（PCエンジン版）/富沢美智恵（Xbox 360版）
大門教十三人衆の一人で、相模国に登場。小説版とXbox 360版では「蛇姫」、変身後は「カーミラ」。ツナデとオロチ丸を捕えて獄門島に送ってしまう。
Xbox 360版では名前が蛇姫（ジャキ）に変わった他、扱いが大きく変わって、ヘビ族でオロチ丸の姉となり、物語を進めると大門教に従いマサカドの復活に力を貸す理由が語られる。
戦いに敗れた後はオロチ丸が火の勇者として強くなったことを認め、信じるもののために戦うよう言い遺して命を落とす。
ムテキオー
声：戸谷公次（PCエンジン版）/平野正人（Xbox 360版）
大門教十三人衆の一人で、相模国に登場。
初戦では圧倒的な力で自来也を倒し、自身が任された獄門島に送ってしまう。
小説版とXbox 360版では「鬼道仙」、変身後は「ムテキオー」。Xbox 360版では鬼族の国を作らせてくれるという大門教の甘言に乗り、大門教に力を貸す。
水王丸
声：塩屋翼（全メディア共通）
大門教十三人衆の一人で、千葉国に登場。
変身後は「クラーケン」。邪神斎の次男。
くるり城地下のからくり兵を製造する工場を任されている。働かされている人から役に立たなくなった人を変身して食い殺している事が語られている。
工場の初戦では倒されてもそのまま逃亡するが、神獣白ガマが封印されたヤブシラズの森での再戦時は変身して決戦を挑んでくる。
幻王丸
声：森功至（PCエンジン版）/菅沼久義（Xbox 360版）
大門教十三人衆の一人で、 武蔵国に登場。変身後は「ベリエル」。邪神斎の長男で、水王丸は弟。「泥黒鬼」「暗鉄鬼」「銀老鬼」「金剛鬼」という四天王を配下に持つ。
四天王と戦わせる際は、自来也たちの体力を下げたり術を封じるなど様々な手段で妨害してくるため、苦戦を強いられることとなる。
当初は自来也たちに江戸の目前にまでやって来たことを感心するような余裕の態度を見せるが、四天王が倒され支城を突破されていくと次第に怒りを露わにする。
邪神斎
声：加藤精三（全メディア共通）
大門教十三人衆の一人で、江戸に登場。変身後は「ルシフェラー」。ジパングを支配するためにマサカド復活をたくらんだ張本人。続編の『天外魔境II 卍MARU』にも名前だけ登場し、もともとはジパングの大和地方のイヒカの民のひとり「トキ」であり、トキがイヒカの里を飛び出した理由が語られている。『天外魔境 風雲カブキ伝』にも名前だけ登場し、大門教の名の由来が「大門教はデーモン教」と語られている。
Xbox 360版では下記のコウモリ夜太が大門教十三人衆の一人として追加設定されたため、大門教宗主として登場することになる。
PCエンジン版ではアクマ族と名乗ることからトキがルシフェラーに憑依された存在とされているが、Xbox 360版では大門教からアクマの力を授かったとしており、ルシフェラーにも変身しないことから憑依されている設定ではないと考えられる。
コウモリ夜太
声：茶風林
Xbox 360版で新たに登場。変身後は「ビッグアイ」。なお、Xbox 360版ではコウモリ夜太が大門教十三人衆の一人として追加設定されたため、邪神斎は大門教十三人衆から除外されている。
バールダイモン
声：郷里大輔
Xbox 360版の最終ボスで、異国から来た大門教の神。小説版にはPCエンジン版最終ボス戦のマサカドと同じデザインのキャラクターイラストがあり、その名前はマサカドではなくバールダイモンとなっていた。バールの由来はバアル、ダイモンはデーモン。

### その他
コガマ
ガマ仙人のもとでジライアとともに育った蛙。ジライアたちの仲間となり（NPC）、一度通った雲切の里に瞬時に移動する「こがま」コマンドが使えるようになる。Xbox 360版では登場しない代わりに、町を移動する手段として術「羽衣」や奥義「蛞蝓渡り」が登場する。
ホテイ丸
声：青野武（全メディア共通）
外国から来た宣教師。英語交じりの独特の日本語をしゃべる。発明を得意とし、行く先々でジライアたちの手助けをしてくれる。本作以降も天外魔境のナンバリングシリーズに登場する。
芭蕉
声：緒方賢一
Xbox 360版にのみ登場する、グロヌシの影老と呼ばれている人物。一時的にジライアに同行し共に戦ってくれる。モデルは松尾芭蕉であり、イベントシーンで俳句を詠むこともある。

#### 筑波国
ガマ仙人
声：宮内幸平（PCエンジン版）/八奈見乗児（Xbox 360版）
筑波山に住みジライアを育てた。
雲切（くもぎり）
声：加藤精三（PCエンジン版）/永井一郎（OVA版）/江川央生（Xbox 360版）
正義の盗賊集団の親分で坂東各地に雲切の里を持つ。火の一族ではないが、大門教の卑劣なやり方が許せないという理由からジライアを手助けする。
かつてはガマ仙人の下で修行をしておりジライアの兄弟子にあたる。Xbox 360版では盗賊行為をしたことからガマ仙人に破門された設定になっているが、ガマ仙人への恩義は失っておらず、恩義を返すためにジライアを手助けする。小説版のフルネームは「雲切り仁左衛門（にざえもん）」。
水戸黄門
声：青野武（PCエンジン版）/佐藤正治（Xbox 360版）
水戸を追われ土浦に逃げてきた先の副将軍。
配下にスケさんと駄洒落が好きなカクさんがいる。
ボクデン
声：矢田耕司
一軒家に住む剣豪。ジライアに「ボクデン斬り」を伝授してくれる。モデルは塚原卜伝と思われる。
大ナマズ
声：宮内幸平
ナマズ洞で眠っている巨大なナマズ。大ひげぬきを使って起こすと地震を起こす。
金太
声：鶴ひろみ
ジライアに瓜二つで「俺も火の勇者だ」と言って仲間になる（NPC）。その正体は変化した子ダヌキ。
大門教の殺し屋を自称するが、大して強くない上に負けたらあっさりと謝り命乞いをしてくる卑屈な性格。
大ダヌキ
声：佐藤正治
ゴーモンにそそのかされて大門教の悪事を手伝うタヌキ達の親玉。
初戦で負けた後は命乞いを装って逃亡するが、二度目の戦いで負けた後は自分たちが間違っていたことを認めて、他の狸を連れて山に戻り今後は影から自来也たちを応援することを約束して去っていく。

#### 盤毛国
ナメクジ仙人
声：田中康郎（PCエンジン版）/大塚周夫（Xbox 360版）
300年間ほこらに住む仙人でツナデを育てた師匠。
トウベイ
声：平野正人
宇都宮町の大工。タマモ姫にカラクリ部屋を作らされた後、あぶくま洞に捕えられている。
若トノ
声：片石千春
自称「勇気ある若トノ」。PCエンジン版では自分からは何もせず、父である大トノの救出をジライアに依頼するなど勇気のあるような描写は見られないが、Xbox 360版では玉藻姫の前で「玉藻姫に脅されている」とジライアに助けを求めるなどの描写がある。
大トノ
声：戸谷公次
タマモ姫に骨抜きにされた挙句、捕えられている白川城城主。

#### 陸羽国
あくろう王
声：屋良有作（全メディア共通）
多賀城城主で鬼族の王。息子を人質に取られたためジライアたちに敵対するが、敗れた後は仲間（NPC）となりジライアとともに戦う。
上述のダンジョウが流出させた溶岩流から、自来也たちを脱出させる際に自らを犠牲にして命を落としたかと思われたが、神獣白ネコの力で助けられた。
脱出後に多賀城を訪ねるとお礼、餞別として自来也の防具「鬼鉢金」をくれる。
あくろうおうの息子
声：江森浩子（PCエンジン版）/大谷育江（Xbox 360版）
ダンジョウに捕らえられている。PCE版では名前は出てこないが、原案やXbox 360版では高星丸（たこうまる）という名前がついている。
白ヘビ
声：渡辺菜生子
神の使いの蛇。オロチ丸についての情報などを教えてくれる。
ムサシ
声：矢田耕司
すがゆ温泉にいる剣豪。ジライアに「ムサシ斬り」を伝授してくれる。モデルは宮本武蔵と思われる。
看板娘
声：江森浩子
すがゆ温泉宿屋の看板娘だが、実はオロチ丸が変装した姿。

#### 陸奥国
おカヨ
声：片石千春
ミスとさ港。ミイラを倒すのに必要な「かんざし」を持っている。Xbox 360版では陸奥国を救うため即身仏になる決意をした真妙を改心させるため、ジライアたちに自身のかんざしを届けてほしいと依頼する。
お坊さん（真妙）
声：大竹まこと
土崎町の寺にいる坊主。おカヨがミスとさ港に選ばれた記念として「かんざし」をあげてしまった。Xbox 360版では真妙という名がついており、おカヨと恋仲であること以外の設定は変えられている。
おトノ様
声：塩沢兼人
土崎町の城主。大門教によって水が汚染され頭を悩ませている。
看板娘
声：片石千春
ざおう温泉の看板娘。すがゆ温泉の看板娘とは声も容姿も違うが、これもオロチ丸の変装した姿である。
おサエ
声：片石千春
もがみの渡しの船頭の娘。マントーに誘拐されている。
船頭
声：戸谷公次
信濃国へと渡れるもがみの渡しの船頭。娘のおサエが誘拐されているため、船を出してくれない。

#### 信濃国
看板娘
声：江森浩子
かみこうち村の看板娘だが、これもオロチ丸の変装。ヌエを倒すための「ヘビの弓矢」をくれる。
ジュウベイ
声：戸谷公次
すわ湖の村に住む剣豪。ジライアに「ジュウベイ斬り」を伝授してくれる。モデルは柳生十兵衛と思われる。
グロヌシ（愚呂主）
声：屋良有作
武田信玄の子孫、タケダ一族の勇者。塩が苦手で塩山にいるニセ信玄を倒しに行けず、ジライアの訪問を待っている。

#### 富士国
オズノ（小角）
声：大竹宏（全メディア共通）
浅間神社の大神主。300年生きている。Xbox 360版ではジライアたちに同行するシーンがある。
マリコ
声：永井真理子
ごてんば村に住む姉妹の1人。父親が富士山に捕らえられている。
チサ
声：横山智佐
マリコの妹。父親を助け出してくれたジライアを応援するためにファンクラブを作るという。

#### 相模国
アシモト五兄弟
声：なし(PCエンジン版)/矢尾一樹(Xbox 360版)
ヤシャ姫に雇われた五つ子のオカマの商人。あの手この手でジライア一行から金品を巻き上げようとする。本作以降も天外魔境シリーズに多数出演する。PCエンジン版では音声付きの台詞はないが、Xbox 360版では『天外魔境II 卍MARU』以降の作品と同じく矢尾一樹が声を当てている。
トノ様
声：平野正人
小田原町の殿様に化けているヤシャ姫の手下で正体は「モウリョウ」。
なまぐさ坊主
声：佐藤正治
みうら村にいる坊主。ツナデとオロチ丸が捕えられ、1人となったジライアの仲間となる（NPC）。殺生を禁じられている身であるため攻撃はできないが、戦闘時には敵を追い払ってくれる。Xbox 360版では登場していない。

#### 千葉国
千葉シュウサク
声：森功至（PCエンジン版）/高橋翔（Xbox 360版）
天下一の剣の名人。ジライアに「シュウサク斬り」を伝授してくれる。モデルは千葉周作か。

#### 武蔵国
月姫
声：鶴ひろみ（PCエンジン版）/神田朱未（Xbox 360版）
江戸のショーグンの娘。ジライヤたちに江戸に危機が迫ってる事を伝える。
江戸のショーグン
声：銀河万丈
江戸城の将軍であり、坂東地方の統治者でもある。PCエンジン版においてはオロチ丸の育ての親となっている。『II』に登場する大和地方の統治者タイクーンはショーグンの弟。
PCエンジン版では民の安寧を願うあまり、騙されて大門教に入信してしまう。Xbox 360版では坂東地方の支配を強固なものとするために大門教を利用しようと企む。
後に自身が間違っていたことに気が付いて、大門教に反旗を翻したが返り討ちにあってしまう。
マサカド
声：野田圭一（全メディア共通）
PCエンジン版の最終ボス。かつてジパングを支配しようとして火の一族に封印された。
Xbox 360版ではジパングの破壊と殺戮に及んだ理由が明かされる。

## 他機種版
| No. | タイトル                                       | 発売日         | 対応機種                                                 | 開発元                                                           | 発売元   | メディア                              | 型式       | 備考                            |
| --- | ---------------------------------------------- | -------------- | -------------------------------------------------------- | ---------------------------------------------------------------- | -------- | ------------------------------------- | ---------- | ------------------------------- |
| 1   | 天外魔境 ZIRIA                                 | 1992年         | PCエンジンSUPER CD-ROM2                                  | ハドソン                                                         | ハドソン | CD-ROM                                | HCD2037    | 非売品。内容はCD-ROM2版と同一。 |
| 2   | 天外魔境 ZIRIA                                 | 2004年12月13日 | FOMA90xシリーズ （iアプリ）                              | ハドソン                                                         | ハドソン | ダウンロード （PCエンジンコーナー」） | -          |                                 |
| 3   | 天外魔境 ZIRIA                                 | 2005年11月21日 | BREW対応機種 （EZアプリ）                                | ハドソン                                                         | ハドソン | ダウンロード                          | -          |                                 |
| 4   | 天外魔境 ZIRIA〜遥かなるジパング〜             | 2006年3月23日  | Xbox 360                                                 | ハドソン レッド・エンタテインメント スティング（ゲーム部分開発） | ハドソン | DVD-ROM                               | -          | リメイク版                      |
| 5   | 天外魔境 ZIRIA                                 | 2006年6月6日   | ボーダフォンライブ! （Vアプリ）                          | ハドソン                                                         | ハドソン | ダウンロード                          | -          |                                 |
| 6   | PC Engine Best Collection 天外魔境コレクション | 2008年7月31日  | PlayStation Portable                                     | ハドソン                                                         | ハドソン | UMD                                   | ULJM-05357 | PCエンジン版の移植              |
| 7   | 天外魔境 ZIRIA PremiumEdition                  | 2010年6月16日  | iアプリ                                                  | ハドソン                                                         | ハドソン | ダウンロード （ハドソン★プレミアム）  | -          | Xbox 360版のリメイク版          |
| 8   | 天外魔境 ZIRIA                                 | 2010年10月20日 | PlayStation Portable PlayStation 3 (PlayStation Network) | ハドソン                                                         | ハドソン | ダウンロード （ゲームアーカイブス）   | -          | PCエンジン版の移植              |

### SUPER CD-ROM2版
1992年10月～12月に実施されたPCエンジンDuo購入キャンペーンで先着30,000名に配布された非売品。CD-ROM2版をSUPER CD-ROM2対応ソフトとして作り直したもので（旧システムカードで起動した際の警告画面も追加されている）ロード回数が減らされている代わりに1回の読み込み時間が4倍になっている。ゲーム内容自体は同一。

### 携帯アプリ版『天外魔境 ZIRIA』
PCエンジン版をベースにしており、ビジュアルシーンはiモーション（ドコモ版）や3GPP2（au版）などで再現している。

### Xbox 360版『天外魔境 ZIRIA〜遥かなるジパング〜』
ハドソンのXbox 360参入第1弾ソフト。PCエンジン版のリメイク。PCエンジン版で変更・削除された原案要素の一部も取り入れて再構築されている。ゲーム部分の開発は『II』のGC・PS2版を手掛けたスティングが担当。脚本は『カブキ伝』『ZERO』などのシリーズ作品を担当した荒井弘二。音楽はPCエンジン版を手掛けた小久保隆が担当。坂本龍一が手掛けた楽曲はそのまま使用されている。

#### Xbox 360版キャスト
※太字はPCエンジン版から据え置きで同じキャラクターを担当した声優
- 自来也：岩田光央
- 綱手：江森浩子
- 大蛇丸：子安武人
- 芭蕉：緒方賢一
- 小角：大竹宏
- 悪路王：屋良有作
- 月姫：神田朱未
- ガマ仙人：八奈見乗児
- ホテイ丸：青野武
- 高星丸：大谷育江
- 雲切：江川央生
- ナメクジ仙人：大塚周夫
- 愚呂主：竹本英史
- 大老 柳沢吉保：剣持直明
- 黄門様：佐藤正治
- 玄翁和尚：上原健太
- 足下兄弟：矢尾一樹
- 強門/キングワーム：島田敏
- 玉藻姫/キュウビ：渡辺菜生子
- 弾正/ハーメルン：石塚運昇
- カーメンカーメン：矢田耕司
- 萬頭（マントー）：千葉繁
- 信玄/ドーマン：銀河万丈
- 糸姫/アラクネー：山口由里子
- 南蛮屋/ゴーヨック：飯塚昭三
- 蛇姫/カーミラ：富沢美智恵
- 鬼道仙/ムテキオー：平野正人
- コウモリ夜太/ビッグアイ：茶風林
- 水王丸/クラーケン：塩屋翼
- 幻王丸/ベリエル：菅沼久義
- 邪神斎/加藤精三
- マサカド：野田圭一
- バールダイモン：郷里大輔
- その他：高橋翔、岩本達郎、上田陽司、青山桐子、保村真、飯島肇、平井啓二、宇田川恵美、安田美和、今野宏美、斉藤貴美子、羽多野渉、下山吉光、中尾良平

#### PCエンジン版からの変更点
仕様変更
ゲームの内容の全てを修正。
ジライアが全編において頻繁に喋るようになった。
グラフィックが2Dから3Dに変更。戦闘シーンもパーティーキャラクターが表示されるようになり、攻撃モーションが追加された。
一部イベントがアニメーションムービーに描き起こされている。
戦闘コマンドとして「奥義」「召喚」「陣形」「連携技」などが追加された。また特技コマンド「ぬすむ」「うそなき」「ながしめ」が削除された。
綱手が自来也や大蛇丸のように、技を消費して巻物を使用することができるようになった。
巻物の名称が『II』に準拠したものに変更されている。（粉火→鬼火、涼風→青松、雲切→宿木など）
預かり所においてお金を1両単位から預けられるようになった。
敗北条件が「自来也が瀕死状態になる」に変更され、所持金が半分になるペナルティもなくなった。
Xbox Liveに対応しており、闇闘鬼会の順位戦の成績をオンラインランキングに登録することができる他、実績解除で得られるゲーマースコアを使ってオンラインショップ「足下商店」でゲーム中に使用可能なアイテムを購入することができる。
設定変更
シナリオが大幅に変更されており、公式に「本当に作りたかった形に大胆に変更」とアナウンスされている。PCエンジン版で大幅な軌道修正により、タイトル画面後のデモシーンでしか使用されていない没セリフが、ゲーム中のシナリオに組み込まれている。
ガマ族・ヘビ族・ナメクジ族は火の一族の分類という設定だけではなく、それぞれガマ・ヘビ・ナメクジの血を持つ半獣の人間「化体成山」の一種という設定になっており、三すくみ（ガマ族はヘビ族が苦手、ヘビ族はナメクジ族が苦手、ナメクジ族はガマ族が苦手）の属性も存在する。

### 携帯アプリ版『天外魔境 ZIRIA PremiumEdition』
2006年3月に発売されたXbox 360向けRPG『天外魔境 ZIRIA 〜遥かなるジパング〜』をベースにリメイクした作品。3Dグラフィックから2Dグラフィックになっているが、Xbox 360版天外魔境 ZIRIA〜遥かなるジパング〜のゲームシステムやストーリー、アニメーションムービーなどを継承している。村人なども新規ボイスとして追加されるなど完全フルボイス化している。ストーリーは12章に分けて配信され、追加ダンジョンやユーザー動向にあわせた機能拡張なども実施。

## 開発

### ゲーム化が決まるまで
「天外魔境」は当初、レッドカンパニーの広井王子発案による「東洋世界をごちゃ混ぜにした無国籍チャンバラ活劇」という実写映画の企画としてスタートする。設定構築を同社のあだちひろしが行い、主要キャラクターは江戸時代の読本である『自来也説話』『児雷也豪傑譚』の主人公をモチーフとした自来也（本来の読み方は「じらいや」だが、ローマ字表記の視覚性を優先して「ZIRIA=ジライア」となった）と、『児雷也豪傑譚』において児雷也と三すくみの関係にある大蛇丸、綱手が設定された。タイトルは小栗虫太郎の小説『人外魔境』にちなんで命名。企画は1986年夏頃に徳間書店へ持ち込まれたが没となった。
同年末、今度は東京ムービー新社との合同企画によるアニメ作品として再構築することとなった。この時、作品のビジュアルデザイナーとしてテレコムの若手アニメーターであった辻野寅次郎がレッドカンパニーに出向（これをきっかけとして、のちに辻野はレッドカンパニーへと移籍）。辻野がビデオアニメ用の企画として暖めていた鬼動丸というキャラクターを主人公の自来也のデザインに採用。しかし最終的にはこのアニメ企画も流れてしまう（ただし、のちにゲーム版のメディアミックスとして東京ムービー新社の手によるOVAが制作され、アニメ化は達成されることとなる）。
その後、東京ムービー新社の仲介でハドソンが紹介され、ゲーム化の企画へと移行した。レッドカンパニーがゲーム企画に携わるのは初めてのことであり、また元々アニメ用に作られた『天外魔境』の企画は当時のゲームソフトには大きすぎたが、ハドソンで開発中であったCD-ROM2であれば形になるかもしれないということで（この段階ではCD-ROM2はおろか、PCエンジンもまだ発売されていない）、1987年8月に正式にゲーム化が決定した。
1987年9月頃より『天外魔境 ZIRIA』制作のため、レッドカンパニーにCD-ROM開発機材が搬入され、ハドソンのスタッフが出向。企画もゲーム用に改めて再構築された。ジパングの地形は16世紀のベルギー出身の地理学者アブラハム・オルテリウスが世界地図帳に記した世界最古の日本地図を原案としている。前述したように本作はCD-ROM2の開発と同時進行であったため度重なるハードの仕様変更があり、数回の作り直しがあった。

### 第1バージョン
PCエンジンは当時の主流であったファミコンに比べてスプライト機能が強力ということを受けて、頭身の高いキャラクターサイズで制作される。しかしプログラム等に問題が多数発生し、設定を含めて再調整となった（1988年1月頃）。

### 第2バージョン
エンカウントした際の戦闘はアクションゲームという「アクションRPG」として制作される。キャラクターもデフォルメした頭身が低いものに変更。しかし完成直前に問題点が続出した（1988年8月頃）。

### 第3バージョン
1988年11月頃、当初の発売予定を過ぎても完成の目処が立たないため、広井の大学の先輩であるさくまあきらの『桃太郎伝説』などに携わった桝田省治がスタッフとして加わる（取扱説明書のさくまのインタビューでは広井からの応援要請に応えて桝田を派遣したと言っているが、桝田によれば当時勤めていた広告代理店で本作の広告担当であり、いつまでも発売日が決まらないため催促の電話を入れたのがきっかけで、部外者からスタッフとなっていたとのこと）。
あだち自身が後年語っているが、本作のシナリオは「ゲームとして」ではなく「ソフト（作品）として」面白いかを第一に構成されたものであり、ゲームのような一人称視点で展開するには不向きなものだった。また、現場にはあだちのシナリオをゲーム用に修正する専任のシナリオライターがいなかったため、桝田がシナリオをゲーム用に手直しした。次にハドソンのオーダーにより戦闘をオーソドックスなコマンド方式へと変更し、軌道修正されたものが製品版として発売された。この大幅な軌道修正で変更・削除される前の原案の要素は、一部が製品版のタイトル画面後のデモに収録されているほか、あだちの小説版やXbox 360のリメイク版で活用されている。

### 音楽
本作の音楽プロデュースを坂本龍一が担当することになった経緯については、当時ハドソン所属だった岩崎啓眞が、後に「関係者に聞いた話」として次のようにまとめている。
1986年の年末、もしくはその翌年の初頭頃（なお高橋名人は「1985年の秋を過ぎた頃」としている）、当時ゲーム音楽に興味を抱いていた坂本がハドソン東京オフィスを見学に訪れた。その際は「坂本さんの考えているゲーム音楽とファミコンで実装出来る音楽に開きが有りすぎた」ため、すぐに曲を依頼するという話にはならなかったものの、「CD-ROMなら生音でゲーム音楽が制作できる」ことから、ハドソン側が将来的な話として坂本に口約束的な形で曲を依頼し、坂本がこれを了承したことで、本作に坂本の曲が使われることになったという。その直後、坂本が音楽を担当した映画『ラストエンペラー』が大ヒットしたため坂本のギャラも高騰したが、本作については映画公開前に話がついていたため「お友達価格」で請け負ってもらえた。

## 音楽

### サウンドトラック
『天外魔境 自来也おぼろ変 映像的電子蓄音盤』（1990年8月21日発売、ビクター音楽産業）
OVA版のサウンドトラック。
『天外魔境 ヒストリー・パーフェクト・グラフィティ』（1993年12月21日発売、NECアベニュー）
OVA版、『天外魔境II 卍MARU』、『天外魔境 風雲カブキ伝』からピックアップされた曲を収録。
『ハドソンCD-ROM2音楽全集』
CD-ROM2用ソフト『うる星やつら STAY WITH YOU』（CD付属版）に同梱されていたもの。ハドソンのCD-ROM2ゲームのBGMが複数収録されており、その中に坂本龍一が作曲した本作のBGMが3曲収録されている。

## スタッフ
PCエンジン版
- 企画：工藤裕司
- 製作総指揮：工藤浩
- プロデューサー：大里幸夫、清水始、今井丈雄
- 原作：P.H.チャダ（『FAR EAST OF EDEN』より）
- 脚本：あだちひろし（Xbox 360版：荒井弘二）
- 音楽プロデュース：坂本龍一
- 美術監督：辻野寅次郎
- グラフィック監修：岡本敏郎、進藤司
- 原画：辻野芳輝、堤八郎、相庭よた郎
- 背景：アトリエ・ラスコー
- 音楽監督：中神紀之
- 音楽：小久保隆、成田忍、荒殿卓、越水淳、松本かよ、山口高志
- マニピュレーター：小原肇、守尾崇
- 助監督：内村享人、小林正樹、高山昌也
- システム・プログラム：三上哲、菊池賢次
- ゲーム・プログラム：中田伸一、山森正和
- サウンド・プログラム：滝本利昭、星恵太、岩淵貴幸、高橋克昇
- マップ・デザイン：藤本佳代、久保久
- アニメーション・デザイン：進藤司、佐藤裕、岡田寿夫、武田真理
- 動画：岡本敏郎、松浦浩司、輪島智美、佐々木伸、藤井康博
  - SIFCA CORPORATION - 伊藤寿仁、大坪三栄子
  - RED - 水谷謙之介、相庭博人
- スーパーバイザー：中本伸一、小林敬樹、笹川敏幸、飛田雅宏
- テクニカル・スタッフ：野沢勝広、本迫芳夫、小山俊典、松下和裕
- スペシャル・サンクス：高野エマ、広井栄二、野田一行、吉川雄二、家入多佳文、湯沢一毅、水谷健、まきのこうじ、桑原美生、福田正和
- 協力：青二プロダクション、音響ハウス、キャブ、サンプロデュース、スタジオイオン、ティックタックパブリッシャー、東京ムービー新社、トラフィコ、ミュージカル・プラン
- 総監督：広井王子

## 評価
PCエンジン版
ゲーム誌『ファミコン通信』の「クロスレビュー」では7・8・8・7の合計30点（満40点）でシルバー殿堂入りを獲得、『マル勝PCエンジン』では9・6・8・7の合計30点（満40点）、『PC Engine FAN』の読者投票による「ゲーム通信簿」での評価は以下の通りとなっており、25.67点（満30点）となっている。 また、この得点はPCエンジン全ソフトの中で8位（485本中、1993年時点）となっている。同雑誌1993年10月号特別付録の「PCエンジンオールカタログ'93」では「基本的にはフィールドを歩いていくタイプのRPGで、通常と戦闘の2つのコマンドがあり、戦闘コマンドでは『ぬすむ』などの特殊コマンドはキャラによって変化する。CD-ROM2初のRPGだ」と紹介されている。
| 項目 | キャラクタ | 音楽 | 操作性 | 熱中度 | お買得度 | オリジナリティ | 総合  |
| 得点 | 4.50       | 4.47 | 4.18   | 4.49   | 3.93     | 4.11           | 25.67 |
iアプリ版『天外魔境 ZIRIA PremiumEdition』
ゲーム情報サイト『GAME Watch』にてライターの山科明之進は、完全フルボイス化に関して「ここまで徹底したフルボイスのRPGというのは、ハードや年代の区別なく見ても筆者の記憶にはない」、「名もなきキャラクターたちの背景にある“ドラマ”が感じられるようになった。フルボイスが単なる技術力のアピールだけで終わっていない」と演出面を含めて絶賛したが、「会話の開始時わずかに間が空いてしまう。装備品やアイテムの購入時など、何度も同じセリフを聞かねばならない状況では、特にもどかしく感じられた」と若干の問題点を指摘した。また、移植度に関しては「古くから日本人に愛されてきた世界観やキャラクターを活かして、独特な和風ファンタジーの世界を構築している。物語の壮大さやボリュームは、モバイルに移植されてもまったくスケールダウンしていない」と肯定的に評価し、携帯電話機用としてのアレンジに関して「スピードアップとともにバランス調整もされており、モバイルのインターフェイスにフィットしたテンポのよさを実現している。モバイルゲーマーのニーズに上手く応えている点は素晴らしい」と絶賛した。

## 関連作品
本作に直接関係する作品のみ。続編やシリーズ作品とそれらの関連作品は「天外魔境」および各ゲームタイトルの記事を参照のこと。

### ゲームブック
『天外魔境 魔城の聖戦』（1989年10月12日発売、双葉社）
著：樋口明雄

### 小説
『天外魔境 FAR EAST OF EDEN』（1989年11月1日発売、角川書店）
著：P.H.チャダ、編訳：あだちひろし、編集：レッドカンパニー
『天外魔境（2） 大門招来編 上の巻』（1991年5月1日 角川書店）
著：P.H.チャダ、編訳：あだちひろし、編集：レッドカンパニー
『天外魔境（3） 大門招来編 下の巻』（1991年11月1日、角川書店）
著：P.H.チャダ、編訳：あだちひろし、編集：レッドカンパニー

### ムック
『天外魔境 ビデオ&ゲーム大集成』（1990年10月20日発売、角川書店）
OVA版の紹介を中心に「天外魔境」の設定や制作裏話などを掲載したムック。

### OVA
『天外魔境 自来也おぼろ変』
VHS：『上之巻』1990年7月27日発売、『下之巻』1990年8月24日発売 発売元：タカラ
DVD：PS2用ソフト『天外魔境III NAMIDA〜宝箱（デラックスパック）〜』（特別限定版）の付属特典
- 主題歌「FAR EAST OF EDEN」

作詞：広井王子、作曲：田中公平、編曲：岩崎文紀、歌：ギャロップ（伊倉一恵、神代知衣、坂本千夏）
- 挿入歌「天外魔境 ZIRIA」

作詞：広井王子、作・編曲：岩崎文紀、歌：岩田光央withギャロップ

#### OVA版スタッフ
- 製作：佐藤博久、角川歴彦、藤岡豊
- プロデューサー：赤松和光、小林正樹、尾﨑穏通
- 原案：P.H.チャダ
- 翻訳：あだちひろし
- 原作・総監督：広井王子
- キャラデザイン、場面設定：辻野寅次郎
- メカニックデザイン：明貴美加、相庭よた郎
- 音楽：田中公平
- 作画監修：大塚康生
- 作画監督：本木久年、辻野寅次郎
- 美術：横山幸博
- 撮影：野村隆
- 音響監督：浦上靖夫
- 編集：鶴渕允寿
- 協力：マル勝PCエンジン編集部、HUDSON SOFT
- 監督・脚本：竹内啓雄

- 原画：兵頭敬、福地信之、槌田幸一、鈴木寿美、佐藤千春、山崎唯文、寺尾充知江、森下圭介、小林勝利、鳥居愛緒、半田由利、桑野佳子、武藤照美、手塚寛子、板野方子、小田多恵子、高見明男、大久保政雄、平松禎史
- 動画：岡本利和、黒沢裕一、東條健次、苫政三、浜佳代子、青野由起　（スタジオ・ブーメラン）、岩上由武、飯塚和行、松井芳彦、上津達也、田口広一　（中村プロダクション）、中村暢夫、福井明博、須田直弥、白川悦子、遠田哲也　（マジック・バス）、手島勇人、近藤伸隆、星勲&ECHO-PRO　（スタジオ・九魔）、楠知津子、柴田春美、葦プロダクション
- 動画チェック：岡本静香
- 仕上げ：すずきのりかた、根本圭子、鈴木聰子、武富裕典、霞崎清美、船田美智子、谷森美紀　（スズキ動画企画）、野口稔&ECHO-PRO　（スタジオ・九魔）、竹若信彦、金木啓子、中村安男、奥田美紀、松田淑宏、三沢厚子、富田恭子、スタジオ・マリーン、マジック・バス
- 色指定：小林照美
- 背景：池上みどり、樋口尚子、伊藤陽子　（アトリエ・ラスコー）、村上律子、金元永、須藤栄子　（スタジオ・九魔）、飯島由紀子、竜池昇
- 撮影：小林潔、長谷川肇、小林健一、金井弘、西山仁、小川隆久、白尾仁志、市野塚一成、芳野篤、坂井美香、大崎恭子、伊藤敦子、根本超、早瀬千加代　（トムス・フォト）、新矢秀和、藪田順二、吉本享弘、榊原広、斎藤秋男　（旭プロダクション）
- 音響効果：横山正和
- 整音：大城久典
- 録音制作：オーディオ・プランニング・ユー
- 録音スタジオ：A・P・Uスタジオ
- 音楽レコーディング・コーディネイト：佐々木史朗
- 音楽制作：ビクター音楽産業株式会社

- 絵コンテ：島崎大基
- 助監督：山本深幸
- 作画監督補：平松禎史、阿部純子
- ネガ編集：鶴渕和子
- タイトル：高具秀雄、田上淑子
- 文芸担当：小野田博之、松元文一
- 制作担当：吉岡昌仁
- 制作進行：小島哲、小幡志之
- 現像：東京現像所
- 製作：タカラ、角川メディア・オフィス、東京ムービー新社

#### OVA版キャスト
- 自来也：岩田光央
- 大蛇丸：塩沢兼人
- 綱手：江森浩子

- 雪姫：佐久間レイ
- 雲切り：永井一郎
- 邪神斎：加藤精三
- 大膳：池水通洋
- 家老：北村弘一

- 月丸：堀川亮
- 大ボケ：菅原正志
- 小ボケ：田の中勇
- 鬼使い：辻村真人

- 男A：掛川裕彦
- 男B：坂東尚樹
- 男C：梁田清之
- 男D：茶風林

（以下ノンクレジット）
- 伝次：塩谷翼
- 爪：広瀬正志
- 侍：巻島直樹
- 腰元A：鈴木みえ
- 腰元B：真柴摩利
- 腰元C：林玉緒